# برجية (حسيني)
برجية (بالفارسية: بریجع) هي منطقة سكنية تقع في إيران في قسم حسيني الريفي. يقدر عدد سكانها بـ 249 نسمة بحسب إحصاء 2016.